# 溫祚王

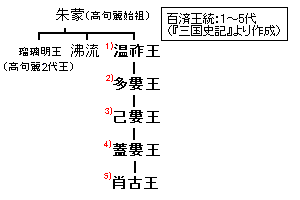
《三國史記》中的百濟世系

溫祚王（前40年—28年），姓扶餘（余=徐，或者單姓余），百濟首代君王，前18年至28年在位。他是高句麗創建者東明王朱蒙之子。據《三國史記》記載，朱蒙因受迫害逃離東扶餘，來到卒本地區（位於現今桓仁地區），在那裡與當地首領延陀勃的女兒召西奴成親並建立高句麗國。當朱蒙在東扶餘所生長子（即瑠璃王）逃到高句麗後，朱蒙將其立為太子。朱蒙與召西奴的兩個兒子─沸流和溫祚，知道他們在高句麗將無容身之處，因此兩兄弟離開高句麗並與追隨者一同往南遷徙。
據《三國史記》記載，沸流認為臨海而居較佳，不聽追隨者建議，於彌鄒忽建國。現代史家對彌鄒忽的確實地點有爭議，有很長一段時間據信是位於仁川（首爾附近，漢江出海口），最近考證則認為可能在忠清南道的牙山。
溫祚則聽從了這個建議，於漢江岸邊的河南慰禮城（現在的首爾）建城，因最初有十名大臣輔佐他，所以國號為「十濟」。彌鄒忽的鹽水和沼澤令多數人難以忍受，反觀慰禮城的百姓卻生活富庶。於是，沸流因無視建議而羞愧自殺。彌鄒忽的百姓則搬遷到慰禮城，溫祚王也接納了他們，將國號改為「百濟」。
《三國史記》記載，溫祚王在位期間常與北方的靺鞨和東方的樂浪郡交戰，因此將國都慰禮城遷往漢水之南，並於公元10年左右併吞了當地的馬韓國。

## 沸流王
《三國史記》百濟本記中又提出另一種說法，認為百濟創建者為沸流王，非溫祚王。沸流王與溫祚的父親是優台，而優台是東扶餘王解夫婁之庶孫。優台死後，沸流與溫祚之母，召西奴，寡居於她的故鄉卒本，東明王朱蒙於此時來到卒本，娶召西奴，成為沸流與溫祚之繼父，並於卒本建高句麗，又立親子琉璃為太子。沸流溫祚無立身之地，於是沸流帶領溫祚至彌鄒忽建新都，沸流王遂成百濟之始祖。日本有一座百濟王神社，是百濟移民祭祀他的。

## 相关影视剧
- 《朱蒙》（주몽），主演金錫